# NGC 6307
NGC 6307 ist eine linsenförmige Galaxie vom Hubble-Typ SB0/a im Sternbild Drache am Nordsternhimmel. Sie ist schätzungsweise 145 Millionen Lichtjahre von der Milchstraße entfernt und hat einen Durchmesser von etwa 55.000 Lichtjahren. Gemeinsam mit NGC 6306 bildet sie das gravitativ gebundene Galaxienpaar Holm 769 oder KPG 504.
Im selben Himmelsareal befindet sich u. a. die Galaxie NGC 6310.
Das Objekt wurde am 27. Oktober 1861 von Heinrich Louis d’Arrest entdeckt.